# 新東宝
新東宝株式会社（しんとうほう）は、かつて東京に存在した日本の映画会社である。

## 概要
1947年（昭和22年）3月に株式会社新東宝映画製作所（しんとうほうえいがせいさくしょ）として創業、1948年（昭和23年）4月に株式会社新東宝として設立され、1958年（昭和33年）2月に同商号に変更している。1961年（昭和36年）に倒産し、1964年（昭和39年）に国際放映株式会社に商号変更した。
株式会社新東宝が存続した1947年 - 1961年の14年間に800本以上の映画を製作。初期は文芸色が強く、ヴェネツィア国際映画祭で国際賞を受賞した『西鶴一代女』のように高く評価される作品もあった。後期は作品カラーを大きく変え、「エログロ」に代表される徹底した娯楽、大衆路線となる。
同社の倒産以降に「新東宝」を名乗る「新東宝興行株式会社」、「新東宝映画株式会社」とは別会社である。⇒ #倒産後、新東宝映画

## 歴史

### 東宝大争議
第二次世界大戦終結から1年が経過した1946年（昭和21年）11月、第二次東宝争議の最中、東宝の経営者側にも、政治的な労働組合側にもつかないと立ち上がった俳優・大河内傳次郎に賛同した、長谷川一夫、黒川弥太郎、入江たか子、藤田進、花井蘭子、山田五十鈴、原節子、山根寿子、高峰秀子の十大スターが「十人の旗の会」を結成して組合を脱退した。同時に組合を脱退した百数十名の有志とともに、東宝撮影所（現在の東宝スタジオ）敷地外に戦前に増設した「東宝第二撮影所」（のちの国際放映撮影所、現在の東京メディアシティ）を母体にして、4か月後の1947年（昭和22年）3月25日に新東宝映画製作所を創業した。渡辺邦男や斎藤寅次郎らの監督も新東宝に移籍した。

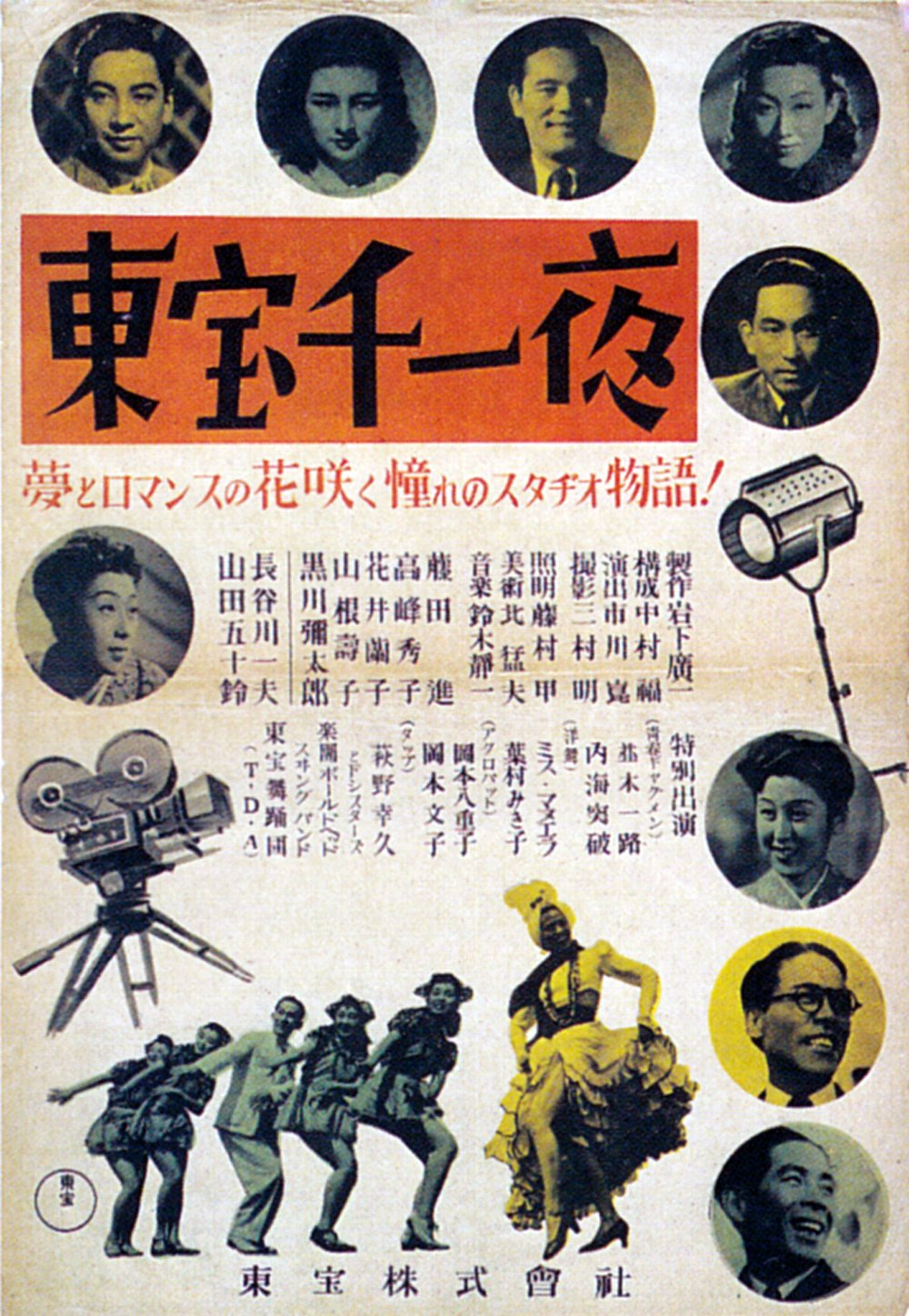
第1作『東宝千一夜』、1947年

新東宝映画製作所の創業年のラインナップは、下記の通り。
1. 『東宝千一夜』、構成中村福（市川崑）、2月25日公開
2. 『さくら音頭 今日は踊って』、監督渡辺邦男、3月25日公開
3. 『九十九人目の花嫁』、監督佐藤武、4月22日公開
4. 『大江戸の鬼』、監督萩原遼 / 志村敏夫、5月6日公開
5. 『見たり聞いたりためしたり』、監督斎藤寅次郎、6月17日公開
6. 『かけ出し時代』、監督佐伯清、7月15日公開
7. 『誰か夢なき 前篇』、監督渡辺邦男、8月12日公開
8. 『誰か夢なき 後篇』、監督渡辺邦男、8月19日公開
9. 『浮世も天国』、監督斎藤寅次郎、共同製作吉本プロダクション、9月16日公開
10. 『愛よ星と共に』、監督阿部豊、9月24日公開
11. 『幸福への招待』、監督千葉泰樹、10月30日公開
12. 『ぼんぼん』、監督佐伯清、11月4日公開

第1作の『東宝千一夜』は、東宝作品のアーカイヴ・フッテージを「十人の旗の会」メンバーを中心に、市川崑が「中村福」の偽名で再編集したものであった。本格的な製作は、渡辺邦男監督、長谷川一夫主演の『さくら音頭 今日は踊って』からである。いずれも、東宝が配給し、争議による製作不能に陥った東宝のプログラムを埋めていった。

### 新東宝設立と『私刑』事件
1948年（昭和23年）4月26日に株式会社新東宝として正式に設立、社長には、元東宝営業部長で「配給の神様」こと佐生正三郎が就任した。この新会社は、「新東宝による製作、東宝による配給」という形で、実質的なストライキ破りの機能を果たして東宝争議の最中の東宝を支えた。
しかし、東宝争議は1948年10月を以て一応の終結を見た。これにより、東宝と新東宝の関係の調整が必要となった。ここで東宝が事実上の子会社である新東宝の社長を佐生という大物に託したことが裏目に出た。話し合いの中で新東宝は「映画製作はすべて新東宝に任せる」「製作のため砧撮影所を新東宝に貸しスタジオとして一か月一〇〇〇万円で提供する」などを提案。東宝内部の意見は割れたものの、最終的に東宝の渡辺銕蔵社長は新東宝の提案を受け入れた。しかし、その後、東宝内部で自主製作再開の声が高まり、1949年9月26日の臨時重役会で渡辺社長が解任され、自主製作派の米本卯吉が新社長になった。米本は早速、新東宝に対し協定の改訂を求めるものの、11月13日、新東宝の佐生社長は「十二月一日以降、新東宝の映画は東宝へは渡さず自主配給する」と一方的に通告した。この際、新東宝が自主配給の第一弾としたのが『私刑 リンチ』（中川信夫監督）だった。これに対し東宝は既に製作費を前金で払っているとして『私刑 リンチ』以下の8本を引き渡すよう仮処分を申請、裁判所がこれを認めた。これを受け『私刑 リンチ』は12月20日に東宝系列で公開となった。
当時、東宝の本社営業宣伝本部に所属していた斎藤忠夫は1987年に上梓した『東宝行進曲 私の撮影所宣伝部50年』（平凡社）の中でこの件を「『私刑』事件」と呼んでおり、この件が発端となって新東宝が東宝の全国セールスマン140名を引き抜いて「新東宝配給株式会社」を設立するというさらなる抗争へと発展したことを明かしている。
なお、新東宝が「新東宝配給株式会社」を設立したのは1950年1月16日、自主配給を始めたのは3月7日公開の『白昼の決闘』（佐伯清監督）からだった。

### 大蔵貢の登場

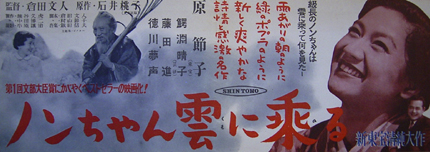
『ノンちゃん雲に乗る』（1955年）

1955年（昭和30年）、元活動弁士で、歌手・近江俊郎の実兄として知られる東京の大手映画興行主・大蔵貢が、新東宝の定期株主総会に株主として出席し経営に関する意見を発した。これに新東宝の主要株主で後楽園スタヂアム社長で、東宝社長の小林一三の異母弟で「関東興行界のドン」と目された田邊宗英が同調した。大蔵は社長に迎えられ、事実上新東宝を買収する。すでに当時東映に移籍していた早撮りの巨匠・渡辺邦男を呼び戻し、取締役にしている。
ここで大蔵の採った施策は「安く、早く、面白く」で、大蔵は経営のワンマン体制も確立した。「テスト1回、ハイ本番」のスローガンのポスターが撮影所に貼られた。1957年（昭和32年）の渡辺邦男監督、嵐寛寿郎主演による『明治天皇と日露大戦争』は史上空前のヒットとなったが、配給網が弱いため、他社の劇場に利益を持っていかれた。これ以前から東宝との再統合を含め、何度か他社との合併・統合話が持ち上がったが、そのたびごとに、株主の反対や合併後の主導権争い等により不調に終わった。そんな中、宇津井健、天知茂、吉田輝雄、菅原文太、三原葉子ら若手スターが健闘した。
新東宝の「エログロ」路線とは、前田通子、三原葉子、万里昌代ら肉感的グラマー女優の作品群を指す。音楽には1970年代以降に「宙明サウンド」の愛称で多くの支持者を集める事になる渡辺宙明、撮影には後に巨匠胡金銓（キン・フー）やブルース・リーを支えた西本正、卓越した技術を持つ美術陣など優秀なスタッフを擁していた。監督は、戦前派でひとり居残った巨匠中川信夫は別格としても、土居通芳、赤坂長義、渡辺祐介らセンスの高い若手が並び、後年東映にエログロの金字塔を築き上げる石井輝男もこの時期はモダニズム派であった。女優は川本三郎の著書『君美わしく』に詳しい。
1958年（昭和33年）2月には新東宝株式会社に商号変更した。
同年、渡辺監督は再度退社している。大蔵の独善的なワンマン体質によりヒットメーカー・志村敏夫監督とスター・前田通子にも去られ、業績は以後急激に悪化。1959年（昭和34年）には、久保菜穂子、若山富三郎が東映に移籍した。映画を作りさえすれば客が入ったといわれた日本映画黄金期の1950年代後半でも、新東宝の映画館だけは閑古鳥が鳴いていた。
テレビ時代の到来に伴い、大蔵は第二東映との合併を画策するが、交渉は決裂。1960年（昭和35年）12月1日、大蔵は労組のストライキにより辞任に追い込まれた。しかし、その後の再建策も空しく、1961年（昭和36年）8月末日、新東宝株式会社は倒産した。倒産直前の7月に劇映画554本の放送権がNHKと民放へ売却されており、以後、数年に渡って日中の時間帯に放映された。これに伴い、映画会社の6社協定が崩れ、5社協定となった。

### 倒産後
倒産後、新東宝株式会社は清算会社となり、同社の配給部門を切り離し、同年9月1日に配給会社の大宝株式会社を設立した。同年11月15日には、製作部門を切り離し、ニッポン・アートフィルム・カンパニー（NAC）を設立。新東宝株式会社は、3分割され経営再建を目指すこととなった。
配給会社大宝は、5本を配給したところで、翌1962年（昭和37年）1月10日に業務停止になり事実上の倒産となった。製作会社NACは、TBS、フジテレビの資本参加を得て、テレビ映画製作に乗り出したところ、経営の再建に成功し、1964年（昭和39年）には、国際放映株式会社と商号を変更した。国際放映は、旧「新東宝撮影所」の一部と、新東宝の作品の全権利を継承する後身会社である。かつて同社は、阪急東宝グループ（現・阪急阪神東宝グループ）の一社で、ジャスダック(現在の東証スタンダード)上場企業であったが、東宝のTOBで完全子会社化され、2011年2月14日に上場廃止となった。
東京都世田谷区砧にあった「新東宝撮影所」は、その大部分が日本大学に売却されて同商学部のキャンパスとなり、残部は国際放映に引き継がれ、同社のテレビ映画製作の拠点となった。1990年代以降はテレビ映画よりも情報番組のビデオ撮影が主流になったため、改築し、東京メディアシティと改称した。
新東宝を追われた大蔵は、社長在任中に世田谷区桜にあった「新東宝第二撮影所」（前身は戦前の東京発声映画製作所）を自己全額出資の「富士映画」に譲渡させていた。富士映画はそのまま大蔵の手中に収まり、同社を母体に、これらとは別に、従来自ら経営していた興行会社と配給会社を合併させて出来たのが現在の大蔵映画である。大蔵映画撮影所は1974年（昭和49年）に閉鎖され、跡地は総合娯楽施設のオークラランドとなっている。
また、新東宝の関西支社が、同社が確立していた西日本の興行網への作品の供給を開始するべく新東宝興業を設立する。新東宝作品の再版のほか、お色気系の洋画や外部製作の短編映画を配給し始め、やがて自社製作を開始する。これが、現存するピンク映画の配給会社「新東宝映画」の源流である。同社は、大蔵映画とも新東宝とも資本的に関係がない。

## 主な作品
- 『銀座カンカン娘』
- 『忘れられた子等』
- 『野良犬』
- 『細雪』
- 『宗方姉妹』
- 『愛染香』
- 『ブンガワンソロ』
- 『西鶴一代女』
- 『煙突の見える場所』
- 『戦艦大和』
- 『わが恋のリラの木陰に』
- 『夜明け前』
- 『女の一生』
- 『恋文』
- 『潜水艦ろ号 未だ浮上せず』
- 『人間魚雷回天』
- 『ハワイ珍道中』
- 『日本敗れず』
- 『ノンちゃん雲に乗る』
- 『しいのみ学園』
- 『青ヶ島の子供たち　女教師の記録』
- 『江戸川乱歩の一寸法師』
- 『皇太子の花嫁』
- 『息子一人に嫁八人』
- 『リオの情熱』
- 『わが名はペテン師』
- 『のんき裁判』
- 『女真珠王の復讐』
- 『人形佐七捕物帳・妖艶六死美人』
- 『ノイローゼ兄さんガッチリ娘』
- 『女競輪王』
- 『北海の叛乱』
- 『背広さんスカートさん』
- 『軍神山本元帥と連合艦隊』
- 『金語楼の兵隊さん』
- 『明治天皇と日露大戦争』
- 『スーパージャイアンツ』シリーズ
- 『憲兵とバラバラ死美人』
- 『海女の戦慄』
- 『肉体女優殺し 五人の犯罪者』
- 『戦雲アジアの女王』
- 『日米花嫁花婿取替合戦』
- 『幽霊沼の黄金』
- 『海の三等兵』
- 『ひばりの三役 競艶雪之丞変化』
- 『日本五大戦争』
- 『憲兵と幽霊』
- 『女王蜂』シリーズ
- 『女体桟橋』
- 『ヌードモデル殺人事件』
- 『人喰海女』
- 『スター毒殺事件』
- 『重臣と青年将校 陸海軍流血史』
- 『汚れた肉体聖女』
- 『白線秘密地帯』
- 『童貞社員とよろめき夫人』
- 『世界の母』
- 『女の防波堤』
- 『絶海の裸女』
- 『稲妻奉行』
- 『天皇・皇后と日清戦争』
- 『女吸血鬼』
- 『海女の化物屋敷』
- 『九十九本目の生娘』
- 『女間諜暁の挑戦』
- 『戦場のなでしこ』
- 『猛吹雪の死闘』
- 『貞操の嵐』
- 『東支那海の女傑』
- 『日本ロマンス旅行』
- 『嵐に立つ王女』
- 『大東亜戦争と国際裁判』
- 『明治大帝と乃木将軍』
- 『裸女と殺人迷路』
- 『激闘の地平線』
- 『女岩窟王』
- 『皇室と戦争とわが民族』
- 『大虐殺』
- 『女死刑囚の脱獄』
- 『地獄』
- 『花嫁吸血魔』
- 『黄線地帯』
- 『黒線地帯』
- 『謎の戦艦陸奥』
- 『暴力五人娘』
- 『女体渦巻島』
- 『0線の女狼群』
- 『爆弾を抱く女怪盗』
- 『蛇精の淫』
- 『少女妻　恐るべき十六才』
- 『男が血を見たとき』
- 『女奴隷船』
- 『肉体の野獣』
- 『黒い乳房』
- 『太陽と血と砂』
- 『恋愛ズバリ講座』
- 『契約結婚』
- 『地平線がぎらぎらっ』
- 『セクシー地帯』
- 『荒原の掠奪者』

## 人物

### 歴代社長
- 初代：竹井諒（1947年～1948年4月25日）
- 2代目：佐生正三郎（1948年4月26日～1953年2月20日）
- 3代目：田邊宗英（1953年2月21日～9月24日）
- 4代目：服部知祥（1953年9月25日～1955年12月28日）
- 5代目：大蔵貢（1955年12月29日～1960年12月1日）
- 6代目：安部鹿蔵（1961年）

### 主な監督
- 伊藤大輔（1953年に1作、1955年に3作、計4作監督）
- 五所平之助（1951年に1作、1952年に1作、1953年に1作、1954年に2作、1955年に1作、計6作監督）
- 清水宏（1949年 - 1956年の期間、蜂の巣作品配給とバーターで7作監督）
- 渡辺邦男（1947年 - 1950年 / 1955年 - 1957年 在籍、計50作監督）
- 志村敏夫（1947年 - 1954年 / 1956年 - 1957年 在籍、計31作監督）
- 毛利正樹（1947年 - 1961年 在籍、39作監督）
- 佐伯清（1947年 - 1951年 在籍、14作監督）
- 内川清一郎（1947年 - 1956年 在籍、12作監督）
- 斎藤寅次郎（1947年 設立に参加、各社を渡りながら1960年までに35作監督）
- 青柳信雄（1947年 - 1956年 在籍、プロデューサーとして活動、1952年に監督復帰、1953年に新映プロダクションで1作と協和プロダクションで1作を含め、計6作監督）
- 稲垣浩（1948年 - 1950年の期間に計4作監督）
- 野村浩将（1949年、1952年 - 1955年、1957年 - 1959年 在籍、計18作監督）
- マキノ正博（在籍せず、1950年にCAC, 1952年に東京プロダクション、同年と1953年に新生プロダクション, 1955年に2作、計6作監督）
- 山本嘉次郎（1949年に映画芸術協会とし提携し1作、1955年に1作、計2作監督）
- 島耕二（1949年 - 1951年 在籍し9作、1952年に2作、計11作監督）
- 森一生（在籍せず、1949年に1作、1953年に2作、1954年に創元プロで1作、計4作監督）
- 佐伯幸三（大映東京撮影所在籍のまま、4作監督）
- 小田基義（東宝に在籍の日映演組合員のまま、1952年に芸苑プロで1作、新理研映画で1作、第一テレビで1作、計3作）
- 木村恵吾（大映東京撮影所在籍のまま、1952年に1作のみ）
- 滝沢英輔（東宝に在籍のまま、1953年に新理研プロでの1作のみ）
- 成瀬巳喜男（1950年に1作、1951年に1作、1952年に1作、計3作監督）
- 並木鏡太郎（在籍、1950年 - 1953年に11作、1953年 - 1955年に7作、1956年 - 1960年に16作、計34作監督）
- 小津安二郎（松竹大船撮影所に在籍、1950年に1作のみ監督）
- 溝口健二（在籍せず、1950年に滝村プロダクションで1作、1952年に児井プロダクションで1作、計2作監督）
- 豊田四郎（在籍せず、1951年に藤本プロダクションで2作のみ監督）
- 冬島泰三（在籍せず、1950年 - 1955年に伊藤プロダクションで1作、新芸プロダクションで2作含めた計10作監督）
- 萩原章（1951年 - 1955年に宝プロダクションに在籍、日米映画を含めて、計9作監督）
- 加藤泰（宝プロダクションに在籍した1951年に2作、1955年に2作、計4作監督）
- 丸山誠治（1951年に芸苑プロダクション/東興映画の作品を1作のみ監督）
- 中川信夫（1947年 - 1963年 在籍、49作監督）
- 市川崑（1947年 - 1951年 在籍、14作監督）
- 石井輝男（1947年 - 1961年 在籍、21作監督）
- 山田達雄（1947年 - 1961年 在籍、22作監督）
- 関沢新一（1950年 - 1957年 在籍、1956年に国光映画で1作のみ）
- 渡辺祐介（1950年代 - 1961年 在籍、3作監督）
- 井上梅次（1952年 - 1954年 在籍、計8作監督）
- 松林宗恵（1947年 - 1956年 在籍、計11作監督）
- 鈴木英夫（在籍せず、1952年に電通映画で1作のみ監督）
- 佐分利信（在籍せず、1952年に東京プロダクションで1作、1953年に俳優座で1作、1954年に1作、計3作監督）
- 斎藤達雄（在籍せず、1953年に新映プロダクションで1作、南旺映画で1作、計2作監督）
- 新藤兼人（1953年 - 1954年 在籍、1956年も含め近代映画協会製作のみで計4本監督）
- 内田吐夢（在籍せず、東映に在籍し、1955年に1作のみ）
- 瑞穂春海（在籍せず、東京映画と本数契約のまま、1955年に1作のみ）
- 池田菁穂（在籍せず、1953年に2作監督して引退）
- 組田彰造（在籍せず、1953年に1作監督）
- 田中絹代（在籍せず、1953年に1作監督）
- 久松静児（在籍せず、1954年に1作監督）
- 佐藤武（1947年 - 1950年 在籍、独立後含めて9作監督）
- 萩原遼（1947年 設立に参加2作のみ、その後含めて、計5作監督）
- 阿部豊（1947年 - 1955年 在籍、17作監督）
- 千葉泰樹（1947年 - 1948年 在籍時に2作、その後含めて、計7作監督）
- 黒澤明（在籍せず、1949年に映画芸術協会とし提携し、1作監督）
- 小野田嘉幹（1951年 - 1961年 在籍 1958年に富士映画で監督デビュー、計15作監督）
- 土居通芳（1950年前後 - 1961年 在籍、12作監督）
- 赤坂長義（1950年 - 1960年 在籍、6作監督）
- 小森白（1947年 - 1961年 在籍、27作監督）
- 小林悟（1954年 - 1961年 在籍、ただし監督作は富士映画製作で9作監督）
- 土屋啓之助（1953年 - 1960年 在籍、1960年に1のみ監督）
- 石川義寛（1954年 - 1961年 在籍、1960年 - 1961年に計4作監督）
- 中川順夫（在籍せず、1957年に新映プロダクションで1作、1958年に日米映画・NTVで1作、中川プロダクションで1作の計3作監督）
- 近江俊郎（在籍せず、1956年 - 1960年に富士映画のみで計23作監督）
- 武部弘道（1957年 - 1961年 在籍、1961年に1作のみ監督）
- 三輪彰（1950年代 - 1961年 在籍 計9作監督）
- 下村堯二（1950年代 - 1961年 在籍 計1作監督）
- 高橋繁男（1950年代 - 1962年 在籍 助監督）
- 柴田吉太郎（1953年 - 1961年 在籍 助監督）
- 勝俣真喜治（1950年 - 1961年 在籍 助監督）
- 山際永三（1955年 - 1961年 在籍 助監督）

### 主な男優
- 嵐寛寿郎
- 黒川弥太郎
- 大河内伝次郎
- 藤田進
- 田崎潤
- 舟橋元
- 若山富三郎
- 丹波哲郎
- 宇津井健
- 天知茂
- 中山昭二
- 高島忠夫
- 松原緑郎
- 鮎川浩
- 高橋伸
- 細川俊夫
- 川喜多雄二
- 中村竜三郎
- 江川宇礼雄
- 和田桂之助（和田孝）
- 菅原文太
- 吉田輝雄
- 江見俊太郎（江見渉）
- 沼田曜一
- 若杉英二（天城竜太郎）
- 林寛
- 明智十三郎
- 伊達正三郎
- 高宮敬二
- 寺島達夫
- 近衛敏明
- 浅見比呂志
- 大友純
- 杉山弘太郎
- 太田博之（子役）

### 主な女優
- 高峰秀子
- 花井蘭子
- 久慈あさみ
- 香川京子
- 左幸子
- 前田通子
- 江畑絢子
- 高倉みゆき
- 久保菜穂子
- 三原葉子
- 万里昌代
- 池内淳子
- 大空眞弓（大空真弓）
- 三ツ矢歌子
- 原知佐子
- 北沢典子（茂呂由紀子）
- 山根寿子
- 小畑絹子（小畠絹子）
- 宇治みさ子（山中美佐）
- 魚住純子
- 日比野恵子
- 扇町京子
- 星輝美
- 三条魔子（後に三条江梨子に改名）
- 若杉嘉津子
- 安西郷子
- 山下明子
- 矢代京子
- 瀬戸麗子
- 筑紫あけみ
- 田中絹代
- 三田泰子
- 左京路子

### 新東宝スターレット
当時の大手映画会社同様に、新東宝も「新東宝スターレット」の名称で、いわゆるニューフェイス募集を行っていた。1951年募集開始。ただ新東宝が早くに倒産した影響から資料が散逸しており、合格者等の情報には不明な点が多い。
第1期（1951年・男子4名、女子14名）
高島忠夫、天知茂、三原葉子、久保菜穂子、松本朝生、森悠子（臼井純代）、小笠原弘、左幸子、南寿美子、西朱実、宇治みさ子、渡辺英子、小野彰子、若宮清子、西野潤子、阿部島保子、青木輝子、左京路子
第2期（1953年・女子のみ13名）
筑紫あけみ、城美穂、光岡早苗
第3期（1954年・男子2名、女子14名）
江畑絢子、芝田良子、浜野桂子、保坂光代、三重明子
第4期（1955年・40名）
原知佐子、三ツ矢歌子、万里昌代、茂呂由紀子、小泉富美子、長谷川恵子、田熊節子、、関茂京子、鈴木三千子、春田ゆかり、岩瀬和枝、西川郁子、野々村律子、藤田博子、大城登代子、有田淳子、土屋京子、山口昌子、嶺洋子、朝倉康子（朝倉彩子）、千曲みどり、多摩川邦子、山田美奈子、露木志保子、五所柳之助、明日香実、遠藤達雄、本多一夫、浅見比呂志、湊幹、原栄太郎、坂根正吾、宮原徹、木下隆二、中村文也、菊川大二郎、藤岡真也、永野喜也、真木裕、上田守
第5期（1956年・男子6名、女子14名）
矢代京子、伊達正三郎、松浦浪路、瀬戸麗子、天津七三郎

## 映画興行成績
1999年までは、映画の興行成績は配給収入で発表されていた。
| 年度 | 年間配給収入 （単位：百万円） | 前年対比 |
| ---- | ----------------------------- | -------- |
| 1953 | 2,198                         | N/A      |
| 1954 | 2,171                         | 098.8%   |
| 1955 | 1,918                         | 086.1%   |
| 1956 | 1,617                         | 084.3%   |
| 1957 | 2,110                         | 130.5%   |
| 1958 | 1,968                         | 093.3%   |
| 1959 | 2,064                         | 104.9%   |
| 1960 | 1,321                         | 064.0%   |
| 1961 | 376                           | 028.5%   |

1953年と1954年の出典: 井上雅雄「映画産業の戦後｢黄金期｣の実態(下) : ポスト占領期の映画産業と大映の企業経営・補論」『立教經濟學研究』第71巻第2号、立教大学経済学研究会、2017年10月、102頁、doi:10.14992/00015468。
1955年から1961年の出典: 東宝 編『東宝75年のあゆみ 1932 - 2007 資料』（PDF）東宝、2010年4月、48頁。